# Најстарији људи у Хрватској
Ово је списак најстаријих људи који су икада живели или тренутно живе на територији Хрватске и који су напунили најмање 107 година. Списак укључује и Хрватске суперстогодишњаке (људе који су живели више од 110 година).
- Најстарија особа у историји Хрватске, била је Нина Ваљало (1908—2018) која је умрла у доби од 110 година и 115 дана, а најстарији мушкарац у Хрватској икад, био је Јосип Кршул (1911—2021) који је умро у доби од 109 година и 85 дана.[1]

## Најстарији људи у историји Хрватске (107+)
Потврђена доб (Умрли)

      Потврђена доб (Живи)

      Непотврђена доб

| Место | Име                   | Пол | Датум рођења       | Датум смрти         | Старост              |
| ----- | --------------------- | --- | ------------------ | ------------------- | -------------------- |
| 1     | Нина Ваљало           | Ж   | 6. јул 1908.       | 29. октобар 2018.   | 110 година, 115 дана |
| 2     | Мара Габелицa         | Ж   | 8. септембар 1914. | 27. мај 2024.       | 109 година, 262 дана |
| 3     | Марија Херман         | Ж   | 23. март 1915.     | 28. октобар 2024.   | 109 година, 218 дана |
| 4     | Ружа Сертић           | Ж   | 16. мај 1893.      | 4. октобар 2002.    | 109 година, 141 дан  |
| 5     | Јосип Кршул           | М   | 10. децембар 1911. | 5. март 2021.       | 109 година, 85 дана  |
| 6     | Анђела Шоштарић       | Ж   | 2. август 1913.    | 8. мај 2022.        | 108 година, 279 дана |
| 7     | Јела Крањчић          | Ж   | 15. март 1893.     | 9. децембар 2001.   | 108 година, 269 дана |
| 8     | Анђа Перић            | Ж   | 13. октобар 1910.  | 7. фебруар 2019.    | 108 година, 117 дана |
| 9     | Катарина Пуцић        | Ж   | 19. април 1909.    | 27. април 2017.     | 108 година, 8 дана   |
| 10    | Хана Непомучки Шуберт | Ж   | 2. фебруар 1868.   | 1. јануар 1976.     | 107 година, 333 дана |
| 11    | Марија Бибулић        | Ж   | 5. јун 1913.       | 16. април 2021.     | 107 година, 315 дана |
| 12    | Маргарита Доркин      | Ж   | 10. октобар 1915.  | 16. мај 2023.       | 107 година, 218 дана |
| 13    | Анте Тони Беритић     | М   | 14. јануар 1895.   | 27. јул 2002.       | 107 година, 194 дана |
| 14    | Дора Суканец          | Ж   | 1. фебруар 1903.   | 29. јул 2010.       | 107 година, 178 дана |
| 15    | Дундо Божо Краљ       | М   | 9. октобар 1915.   | 30. јануар 2023.    | 107 година, 113 дана |
| 16    | Томица Мудринић       | Ж   | 21. децембар 1908. | 31. март 2016.      | 107 година, 101 дан  |
| 17    | Иван Јаклич           | М   | 4. децембар 1899.  | 21. јануар 2007.    | 107 година, 48 дана  |
| 18    | Јосипа Талан          | Ж   | 17. фебруар 1912.  | 2. април 2019.      | 107 година, 44 дана  |
| 19    | Изолда Крмпотић       | Ж   | 2. септембар 1907. | 13. септембар 2014. | 107 година, 11 дана  |
| 20    | Ката Чавић            | Ж   | 7. новембар 1901.  | 14. новембар 2008.  | 107 година, 7 дана   |
| 21    | Хилда Хећеј           | Ж   | 23. април 1918.    | Жива је             | 106 година, 364 дана |

## Најстарији Хрватски емигранти (108+)
| Место | Име                 | Пол | Датум рођења        | Датум смрти       | Године               | Место смрти/Пребивалиште |
| ----- | ------------------- | --- | ------------------- | ----------------- | -------------------- | ------------------------ |
| 1     | Јелисавета Вељковић | Ж   | 18. јул 1904.       | 20. октобар 2016. | 112 година, 94 дана  | Србија                   |
| 2     | Маргерита Бутири    | Ж   | 8. мај 1908.        | 23. јун 2020.     | 112 година, 46 дана  | Канада                   |
| 3     | Марија Руљанчић     | Ж   | 14. јун 1913.       | 18. мај 2024.     | 110 година, 339 дана | Аустралија               |
| 4     | Хермина Дунц        | Ж   | 24. фебруар 1898.   | 14. јун 2008.     | 110 година, 111 дана | Аустрија                 |
| 5     | Милка Бауковић      | Ж   | 5. фебруар 1915.    | Жива је           | 110 година, 76 дана  | Србија                   |
| 6     | Каролина Пулар      | Ж   | 9. новембар 1908.   | 16. фебруар 2019. | 110 година, 89 дана  | Сједињене Државе         |
| 7     | Езио Онгаро         | М   | 20. јун 1907.       | 12. април 2017.   | 109 година, 296 дана | Италија                  |
| 8     | Ана Додић Буршић    | Ж   | 31. октобар 1900.   | 13. март 2010.    | 109 година, 133 дана | Италија                  |
| 9     | Ана Зупичић         | Ж   | 30. јануар 1902.    | 2. јун 2011.      | 109 година, 123 дана | Италија                  |
| 10    | Јован Прибанић      | М   | 22. јун 1909.       | 31. мај 2018.     | 108 година, 343 дана | Сједињене Државе         |
| 11    | Антонија Палијага   | Ж   | 20. јул 1913.       | 12. март 2022.    | 108 година, 235 дана | Италија                  |
| 12    | Луси Смиловић       | Ж   | 16. јун 1906.       | 3. јануар 2015.   | 108 година, 201 дана | Италија                  |
| 13    | Марија Синдики      | Ж   | 15. јануар 1908.    | 11. март 2016.    | 108 година, 56 дана  | Италија                  |
| 14    | Антонија Бертото    | Ж   | 14. јануар 1914.    | 5. март 2022.     | 108 година, 50 дана  | Италија                  |
| 15    | Милева Грбић        | Ж   | 15. септембар 1902. | 31. октобар 2010. | 108 година, 46 дана  | Србија                   |